# IC 1273
IC 1273 је двојна звијезда у сазвјежђу Херкул која се налази на листи објеката дубоког неба у Индекс каталогу.
Деклинација објекта је + 25° 8' 2" а ректасцензија 18h 5m 3,0s.